# Kenneth Baumgartner
Pour les articles homonymes, voir Baumgartner.
Kenneth James Baumgartner, dit Ken Baumgartner, (né le 11 mars 1966 à Flin Flon au Manitoba au Canada) est un joueur canadien de hockey sur glace et suisse. Il est le premier Suisse à avoir évolué en LNH.

## Carrière de joueur
Baumgartner a joué en junior pour les Raiders de Prince Albert de la Ligue de hockey de l'Ouest ainsi qu'une saison au HC Coire en Ligue nationale A avant de rejoindre les Nighthawks de New Haven dans la Ligue américaine de hockey. Grâce à ses ancêtres suisses, il possède la nationalité suisse, ce qui lui a permis de jouer à Coire sans posséder le statut d'étranger. Avec les Raiders de Prince Albert, il remporte la Coupe Memorial en 1985.
Drafté en 245e position au total par les Sabres de Buffalo de la Ligue nationale de hockey lors du repêchage de 1985, Ken Baumgartner a fait ses débuts dans la LNH avec les Kings de Los Angeles lors de la  saison 1987-1988. Il a ensuite successivement joué pour les Islanders de New York, les Maple Leafs de Toronto, les Mighty Ducks d'Anaheim et les Bruins de Boston jusqu'à la fin de sa carrière en 1999. Il a surtout été utilisé comme « policier » dans tous les clubs où il a passé, totalisant 2 242 minutes de pénalités en 696 matchs de saison régulière.
Malgré tout, Ken Baumgartner est loin d'être le stéréotype du joueur qui se bat sans réfléchir. En effet, parallèlement à sa carrière, il a passé un Master en business et en finance à l'Université Hofstra à Long Island.
En 1994, alors qu'il joue à Toronto, Ken Baumgartner est élu vice-président de l'Association des joueurs de la Ligue nationale de hockey (également connue sous le sigle anglais NHLPA) et il joue un rôle dans les négociations de la convention collective entre la NHLPA et la LNH lors de la saison 1994-1995.
Dès la  saison 1999-2000, il devient l'entraîneur-assistant des Bruins de Boston, avant de faire un MBA à l'université Harvard.

## Statistiques de carrière
| Saison      | Équipe                   | Ligue       |     | Saison régulière | Saison régulière | Saison régulière | Saison régulière | Saison régulière |   | Séries éliminatoires | Séries éliminatoires | Séries éliminatoires | Séries éliminatoires | Séries éliminatoires |
| Saison      | Équipe                   | Ligue       | PJ  | B                | A                | Pts              | Pun              | PJ               | B | A                    | Pts                  | Pun                  |                      |                      |
| 1983-1984   | Raiders de Prince Albert | LHOu        | 57  | 1                | 6                | 7                | 203              | 4                | 0 | 0                    | 0                    | 23                   |                      |                      |
| 1984-1985   | Raiders de Prince Albert | LHOu        | 60  | 3                | 9                | 12               | 252              | 13               | 1 | 3                    | 4                    | 89                   |                      |                      |
| 1985-1986   | Raiders de Prince Albert | LHOu        | 70  | 4                | 23               | 27               | 277              | 20               | 3 | 9                    | 12                   | 112                  |                      |                      |
| 1986-1987   | HC Coire                 | LNA         | 36  | 2                | 3                | 5                | 85               | -                | - | -                    | -                    | -                    |                      |                      |
| 1986-1987   | Nighthawks de New Haven  | LAH         | 13  | 0                | 3                | 3                | 99               | 6                | 0 | 0                    | 0                    | 60                   |                      |                      |
| 1987-1988   | Nighthawks de New Haven  | LAH         | 48  | 1                | 5                | 6                | 181              | -                | - | -                    | -                    | -                    |                      |                      |
| 1987-1988   | Kings de Los Angeles     | LNH         | 30  | 2                | 3                | 5                | 189              | 5                | 0 | 1                    | 1                    | 28                   |                      |                      |
| 1988-1989   | Nighthawks de New Haven  | LAH         | 10  | 1                | 3                | 4                | 26               | 12               | 1 | 1                    | 2                    | 4                    |                      |                      |
| 1988-1989   | Kings de Los Angeles     | LNH         | 49  | 1                | 3                | 4                | 286              | 5                | 0 | 0                    | 0                    | 8                    |                      |                      |
| 1989-1990   | Kings de Los Angeles     | LNH         | 12  | 1                | 0                | 1                | 28               | -                | - | -                    | -                    | -                    |                      |                      |
| 1989-1990   | Islanders de New York    | LNH         | 53  | 0                | 5                | 5                | 194              | 4                | 0 | 0                    | 0                    | 27                   |                      |                      |
| 1990-1991   | Islanders de New York    | LNH         | 78  | 1                | 6                | 7                | 282              | -                | - | -                    | -                    | -                    |                      |                      |
| 1991-1992   | Islanders de New York    | LNH         | 44  | 0                | 1                | 1                | 202              | -                | - | -                    | -                    | -                    |                      |                      |
| 1991-1992   | Maple Leafs de Toronto   | LNH         | 11  | 0                | 0                | 0                | 23               | -                | - | -                    | -                    | -                    |                      |                      |
| 1992-1993   | Maple Leafs de Toronto   | LNH         | 63  | 1                | 0                | 1                | 155              | 7                | 1 | 0                    | 1                    | 0                    |                      |                      |
| 1993-1994   | Maple Leafs de Toronto   | LNH         | 64  | 4                | 4                | 8                | 185              | 10               | 0 | 0                    | 0                    | 18                   |                      |                      |
| 1994-1995   | Maple Leafs de Toronto   | LNH         | 2   | 0                | 0                | 0                | 5                | -                | - | -                    | -                    | -                    |                      |                      |
| 1995-1996   | Maple Leafs de Toronto   | LNH         | 60  | 2                | 3                | 5                | 162              | -                | - | -                    | -                    | -                    |                      |                      |
| 1995-1996   | Mighty Ducks d'Anaheim   | LNH         | 12  | 0                | 1                | 1                | 41               | -                | - | -                    | -                    | -                    |                      |                      |
| 1996-1997   | Mighty Ducks d'Anaheim   | LNH         | 67  | 0                | 11               | 11               | 182              | 11               | 0 | 1                    | 1                    | 11                   |                      |                      |
| 1997-1998   | Bruins de Boston         | LNH         | 82  | 0                | 1                | 1                | 199              | 6                | 0 | 0                    | 0                    | 14                   |                      |                      |
| 1998-1999   | Bruins de Boston         | LNH         | 69  | 1                | 3                | 4                | 119              | 3                | 0 | 0                    | 0                    | 0                    |                      |                      |
| Totaux LNH  | Totaux LNH               | Totaux LNH  | 696 | 13               | 41               | 54               | 2 242            | 51               | 1 | 2                    | 3                    | 106                  |                      |                      |
| Totaux LAH  | Totaux LAH               | Totaux LAH  | 71  | 2                | 11               | 13               | 306              | 18               | 1 | 1                    | 2                    | 64                   |                      |                      |
| Totaux LHOu | Totaux LHOu              | Totaux LHOu | 187 | 8                | 39               | 47               | 732              | 37               | 4 | 13                   | 17                   | 224                  |                      |                      |